# NGC 1811
NGC 1811 (другие обозначения — ESO 422-37, MCG -5-13-8, AM 0506-292, PGC 16811) — спиральная галактика (Sa) в созвездии Голубь.
Этот объект входит в число перечисленных в оригинальной редакции «Нового общего каталога».
Галактика имеет компаньона NGC 1812 и является двойной и взаимодействующей. При этом система изолирована и удалена от других галактик, что исключает иное взаимодействие